# Pycnoclavella detorta
Pycnoclavella detorta är en sjöpungsart som först beskrevs av Sluiter 1904.  Pycnoclavella detorta ingår i släktet Pycnoclavella och familjen Pycnoclavellidae. Inga underarter finns listade i Catalogue of Life.